# Inácio da Cunha Galvão
Inácio da Cunha Galvão (Porto Alegre, 24 de julho de 1821 — Rio de Janeiro, 6 de fevereiro de 1906) foi um político brasileiro.
Foi nomeado presidente da Província de Santa Catarina, por carta imperial de 3 de abril de 1861, exercendo o cargo de 26 de abril a 17 de novembro de 1861.